# Gladys Kalema-Zikusoka

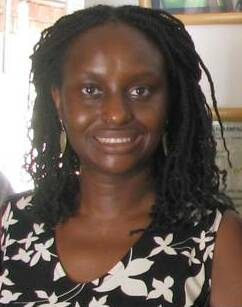
Gladys Kalema-Zikusoka

Gladys Kalema-Zikusoka (* 8. Januar 1970) ist eine ugandische Tierärztin und Gründerin der Conservation Through Public Health, einer Organisation, die sich für das Zusammenleben von gefährdeten Berggorillas, anderen Wildtieren, Nutztieren und Menschen in Afrika einsetzt. Sie ist die erste Wildtierärztin Ugandas und war in der BBC-Dokumentation Gladys the African Vet zu sehen. 2009 gewann sie den Whitley Gold Award für ihren Einsatz für den Naturschutz.

## Leben
Kalema-Zikusoka wuchs in Kampala auf und war bereits während ihrer Kindheit an Tieren interessiert. Im Alter von 12 Jahren gründete sie an ihrer Schule einen Wildlife Club und organisierte Reisen zum Queen-Elizabeth-Nationalpark. Ihre berufliche Karriere begann mit dem Gewinn eines Stipendiums für ein Studium am Royal Veterinary College der Universität London, welches sie mit dem Bachelor für Tiermedizin abschloss. 2003 erreichte sie den Master für Tiermedizin an der North Carolina State University. Außerdem erhielt sie von der Duke University ein Zertifikat für das Management gemeinnütziger Organisationen. Ihr jüngster akademischer Erfolg war der Master of Business Administration, den sie 2016 erhielt.

## Familie
Kalema-Zikusoka ist mit dem Technologieunternehmer Lawrence Zikusoka verheiratet, der Mitgründer der Conservation Through Public Health ist. Sie haben zwei Kinder.

## Karriere
Im Alter von 25 Jahren wurde Kalema-Zikusoka zur Tierärztin des Ugandan Wildlife Service ernannt, welcher später mit den ugandischen Nationalparks zur Uganda Wildlife Authority zusammengelegt wurde. Sie war die erste Frau in dieser Position. Nach der Wilderei während der Bürgerkriege leistete sie mit der Wiederaufforstung der Nationalparks Pionierarbeit.
Im Rahmen ihrer veterinärmedizinischen Forschung erkannte sie, dass die Übertragung von Parasiten von Menschen auf Gorillas ein signifikanter Risikofaktor für Gorillas ist.
Aufgrund ihrer Forschungen über menschliche Krankheiten, die Gorillas schaden oder töten gründeten Gladys Kalema-Zikusoka, Lawrence Zikusoka und Stephen Rubanga die Conservation Through Public Health, die die ökologische und menschliche Gesundheit in Afrika verbessern soll. Die CTPH ist eine gemeinnützige Organisation in Uganda und den USA, die Programme zum Schutz von Gorillas und anderen Wildtieren vor Krankheiten von Mensch und Vieh unterhält. Außerdem setzt sie sich dafür ein, menschliche und tierische Krankheiten in der Nähe der Wildnis zu reduzieren, Familienplanung zu fördern und hilft dabei, die Bevölkerung über die Umwelt zu informieren. Kalema-Zikusoka ist Vorsitzende der Organisation.
Die CTPH wurde 2003 gegründet. 2015 gründete die CTPH ein Programm mit dem Namen Gorilla Conservation Coffee. Mit diesem Programm sichert die Organisation den Lebensunterhalt der Gesellschaft, indem sie am internationalen Markt Preise für den von der Gemeinschaft angebauten Arabica-Kaffee erzielt. Ein höheres Einkommen senkt die Verbreitung von Krankheiten. Dies wirkt sich positiv auf die dort lebenden Gorillas aus. Außerdem verlangen die Bauern eine kleine Gebühr, wenn Touristen auf ihrem Land Gorillas beobachten.

## Ehrungen und Rezeption
Kalema-Zikusoka erhielt für ihre ökologische und humanitäre Arbeit mehrere Preise und Ehrungen. 2009 gewann sie den Whitley Gold Award, die höchste Auszeichnung der sogenannten Green Oscars. 2008 erhielt sie den Conservation-in-Action Award des San Diego Zoos. 2006 wurde Kalema-Zikusoka als Ashoka Fellow gewählt. Das Seed Magazine führte sie 2007 in einer Liste der acht Revolutionären Köpfe der Wissenschaft auf.
Kalema-Zikusoka wurde in der BBC-Dokumentation Gladys the African Vet porträtiert. Außerdem war sie in Dokumentationen von National Geographic, Animal Planet, MNet und des ugandischen Fernsehens zu sehen. Sie war unter neun internationalen Umweltschützern, die ausgewählt wurden, um in der November/Dezember-Ausgabe 2008 des Sierra-Club-Magazins einen Brief an den nächsten US-Präsidenten zu schreiben.
2018 wurde Kalema-Zikusoka mit dem EarthCare Award des Sierra Club der Vereinigten Staaten für ihren „einzigartigen Beitrag für den internationalen Umweltschutz“ in Verbindung mit ihrer Arbeit im Umweltschutz und für das Zusammenleben der Bevölkerung mit Berggorillas in Uganda ausgezeichnet. Den Preis erhielt sie am 29. September 2018 bei einer Zeremonie in Denver, Colorado in den Vereinigten Staaten.
Im Jahr 2021 wurde Kalema-Zikusoka vom United Nations Environment Programme (UNEP) der Champions of Earth Award verliehen.

## Publikationen (Auswahl)
- G. Kalema: Brief "Veterinarians and Zoological Medicine" an den Veterinary Record. Veterinary Record, 135 (1), 1994.
- J. B. Nizeyi, R. Mwebe, A. Nanteza, M. R. Cranfield, G. R. N. N. Kalema, T. Graczyk: Cryptosporidium sp. and Giardia sp. Infections in mountain gorillas (Gorilla gorilla beringei) of the Bwindi Impenetrable National Park, Uganda. Journal Parasitology 85 (7). American Society of Parasitologists, 1999.
- J. B. Nizeye, R. B. Innocent, J. Erume, G. R. N. N. Kalema, M. R. Cranfield und T. K. Graczyk: Campylobacteriosis, Salmonellosis, and Shigellosis in free-ranging human-habituated mountain gorillas in Uganda. Journal of Wildlife Diseases 37(2): S. 239–244, 2001.
- T. K. Graczyk, A. J. DaSilva, M. R. Cranfield, J. B. Nizeye, G. R. Kalema und N. J. Pieniazek: Cryptosporidium parvum genotype 2 infections in free-ranging mountain gorillas (Gorilla gorilla beringei) of the Bwindi Impenetrable National park, Uganda. Parasitology Research 87(5): S. 368–370, 2001.
- G. Kalema-Zikusoka, R. A. Kock, E. J. Macfie: Scabies in free-ranging mountain gorillas (Gorilla beringei beringei) in Bwindi Impenetrable National Park, Uganda. Veterinary Record 150(1): S. 12–15, 2002.
- G. Kalema-Zikusoka und L. Lowenstine L: Rectal prolapse in a free-ranging mountain gorilla (Gorilla beringei beringei): clinical presentation and surgical management. Journal of Zoo and Wildlife Medicine 32(4): S. 509–513, 2001.
- G. Kalema-Zikusoka, W. A. Horne, J. Levine und M. R. Loomis: Comparison of the cardiopulmonary effects of medetomidine-butorphanol-ketamine and medetomidine-butorphanol- midazolam in patas monkeys (Erthyrocebus patas). Journal of Zoo and Wildlife Medicine 34(1): S. 47–52, 2003.
- G. Kalema-Zikusoka, J. M. Rothman, M. T. Fox: Intestinal parasites and bacteria of mountain gorillas (Gorilla beringei beringei) in Bwindi Impenetrable National Park, Uganda. Primates 46: S. 59–63, 2005.
- Steven. O. Osofsky, Richard A. Kock, Michael D. Kock, Gladys Kalema-Zikusoka, Richard Grahn, Tim Leyland, William. B. Karesh: Building support for Protected Ares using a One Health perspective In: Friends for Life, New partners in support of protected areas. Bearbeitet von Jeff McNeily. Veröffentlicht von IUCN, Species Survival Commission, 2005.
- G. Kalema-Zikusoka, R. Bengis, G., A. L. Michel und M. H. Woodford: A preliminary investigation of tuberculosis and other diseases in African buffalo (Syncerus caffer) in Queen Elizabeth National Park, Uganda. Onderstepoort Journal of Veterinary Research, 72: S. 145–151, 2005.
- Gladys Kalema-Zikusoka und Lynne Gaffikin: Sharing the Forest, Protecting Gorillas and Helping Families in Uganda. Focus series, veröffentlicht vom Woodrow Wilson International Centre for International Scholars und USAID, Ausgabe vom 17. Oktober 2008.
- Gladys Kalema-Zikusoka: Lair of a Silverback. Wild Places. National Geographic Traveler, Ausgabe Oktober 2009.